# Ivan Danski
Ivan, danski, norveški in švedski (kot Ivan II.) kralj, vojvoda Schleswiga in Holsteina, * 5. junij 1455, Aalborg, † 20. februar 1513, Aalaborg.
Ivan je, tako kot njegov oče Kristijan I., skušal obnoviti Kalmarsko unijo treh skandinavskih kraljevin. To mu je uspelo le za kratek čas, med leti 1497–1501, potem pa so na Švedskem prevladale protiunionistične sile in kralja pregnale iz dežele. Ivan je ustanovil dansko stalno vojno mornarico, ki je proti koncu njegovega vladanja končala prevlado Hanzeatske zveze na Baltiškem morju. 

## Mladost
Ivan se je rodil kot tretji sin danskega in norveškega kralja Kristijana I. in njegove žene Doroteje, hčerke brandenburškega mejnega grofa Ivana Alkimista, na gradu Aalborghus na severu Jutlandije. Njegova dva starejša brata sta umrla že kot dojenčka. Imel je mlajšo sestro Margareto, ki se je kasneje poročila s škotskim kraljem Jakobom III. in postala prababica Marije Stuart, ter petnajst let mlajšega brata Friderika. Ker je bila Danska volilna kraljevina, je oče poskrbel, da so že enoletnega Ivana izvolil za dediča danskega prestola, triletnega pa sta za dediča prestola izvolila tudi norveški in švedski državni svet. Danski stanovi so se Ivanu poklonili že leta 1467.

## Danski in norveški kralj
Po očetovi smrti, maja 1481, je tako na Danskem in Norveškem prenos oblasti potekal gladko. Leta 1482 ga je v Kopenhagnu za kralja potrdil danski državni svet in leta 1483 v Trondheimu norveški državni svet. Švedska je bila v naklonjenosti Ivanu razdeljena. A septembra 1483 ga je v Kalmarju švedski državni svet imenoval tudi za švedskega kralja. Potrdil je tudi vključitev Švedske v Kalmarsko unijo. Ni znano, zakaj leto kasneje, kot je bilo dogovorjeno, Ivan ni prišel v Stockholm. Morda zaradi zanj nesprejemljivih koncesij, ki bi jih moral dati pred kronanjem.
Ivan se je pri upravljanju kraljevin bolj opiral na meščanstvo kot na plemstvo. Gospodarsko je podpiral predvsem trgovino. Morda najpomembnejša njegova pobuda je bila ustanovitev stalne vojne mornarice, ki se je izkazala v zadnjih letih njegovega vladanja.

## Švedski kralj
Kraljevino Švedsko je že od junija 1470, kot državni upravitelj, vodil plemič Sten Sture (*1440, †1503), voditelj zmagovite švedske proti-unionistične stranke. Plemstvo na Švedskem ni bilo enotno. Zlasti tisti, ki so imeli posesti tudi na Danskem, so se zavzemali za obnovitev Kalmarske unije. Ivan je sprva poskušal povečati svoj vpliv na Švedskem po diplomatski poti. Leta 1493 pa se je povezal z ruskim carjem Ivanom III., ki je ravnokar združil ruske kneževine v Moskovsko veliko kneževino; na Baltiku je njeno trgovanje motil monopol Hanzeatske zveze, ki pa ga je omogočal ravno Sture. Trgovska pogodba med kraljem Ivanom in velikim moskovskim knezom Ivanom III. je vključevala tudi  obljubo, da bo Ivan, če bo postal kralj tudi na Švedskem, popravil švedsko-rusko mejo v korist velike kneževine v skladu s prvo pogodbo, ki je bila leta 1323 sklenjena med Švedi in Rusi na gradu Orešek. Leta 1495 so Rusi začeli napadati švedske obmejne postojanke in začela se je rusko-švedska vojna (1495–97).
Leta 1495 je Ivan z veliko floto odplul proti gradu Kalmar, da bi se s Stenom Sturejem pogovoril o Kalmarski uniji. Vendar je razkošna Ivanova poveljniška ladja Gribshunden, simbol danske pomorske moči, na sidrišču pri Ronnebyju zagorela in potonila. Ivan, ki ga takrat ni bilo na krovu, je pot nadaljeval, vendar Sten Sture na srečanje v Kalmar ni prišel.
Potem ko je Ivan na svojo stran pridobil večino švedskega plemstva, je oktobra 1497 po kratkem in učinkovitem vojaškem pohodu v bitki pri Rotebru premagal Stureja. Ivana so v Stockholmu okronali za švedskega kralja in njegovega sina Kristijana priznali za prestolonaslednika. Sten Sture se je s kraljem pobotal in dobil položaj, ki je bil takoj za njim.

## Vojvoda Schleswiga in Holsteina
Ko so deželni stanovi Schleswiga in Holsteina leta 1460 izvolili Ivanovega očeta Kristijana l. za svojega deželnega kneza, so s pogodbo v Ripnju določili, da morata ostati deželi odtlej vedno združeni pod enim vladarjem, Kristijanovim dedičem. Za pokritje stroškov svojih vojn je Kristijan mnoge kraljeve posesti v vojvodinah zastavil. Njegova žena, kraljica Doroteja, je po moževi smrti dolgove sistematično vračala in dobivala nazaj zastavljene posesti. Leta 1482 je pozvala deželni zbor, naj za novega deželnega kneza Schleswiga in Holsteina izvoli njenega mlajšega sina Friderika, ki je bil njen ljubljenec. Vendar je zbor zahteval, da se kralj Ivan pred tem javno odpove kandidaturi, ker bi sicer lahko bil mir v vojvodinah ogrožen. Toda Ivan tega ni hotel storiti. Večkrat je celo prosil lübeškega škofa, ki je imel pravico, da kot predstavnik nemškega kralja izvede podelitev Holsteina, naj podeli vojvodino njemu. Koncem leta pa je bil v Kielu vendarle dosežen sporazum: za vojvodi so izbrali oba brata s tem, da je Ivan prevzel upravljanje vojvodin do leta 1489, to je do Friderikove polnoletnosti.
Ko se je Ivanovo regentstvo končalo, sta se Ivan i Friderik odločila za delitev posesti, ki naj ne bi bila v nasprotju s pogodbo v Ripnju. Ivan je mesta, pokrajine in urade v obeh vojvodinah razdelil v tri skupine: eno naj bi upravljal Friderik, drugo Ivan, tretjo pa oba skupaj. Friderik, ki je imel pravico skupino izbirati prvi, je izbral posesti, ki so se upravljale z gradu Gottorf; skupino so poimenovali vojvodina Schleswig-Holstein-Gottorf. Ivan je dobil vojvodino Schleswig-Holstein-Segeberg. Tretjo skupino, v katero so bile vključene tudi domnevne pravice suverenosti nad Hamburgom in pokrajino Dithmarschen, sta upravljala skupaj. Delitvena pogodba je bila podpisana 10. avgusta 1490 na gradu  Siegesburg. S takšno delitvijo posesti je bila izpolnjena zahteva po nedeljivosti vojvodin. Skupna vladavina se je izražala v tem, da sta oba brata nosila naziv schleswiškega in holsteinskega vojvode, da so potekale skupne deželne skupščine, da so bili fevdi upravljani v imenu obeh. 

## Bitka za Dithmarschen
Pokrajina Dithmarschen leži severno od ustja Labe na zahodni obali Jutlandije. Od leta 1473, ko jo je cesar Friderik III. podaril Ivanovemu očetu Kristijanu I., so jo imeli danski kralji za svojo, kot del vojvodine Holstein, čeprav je bila v resnici neodvisna kmečka republika in je bila članica Hanzeatske zveze. Voditelji kmečke republike cesarjeve listine niso priznavali, saj so trdili, da pripada bremenski nadškofiji. Pridobili so papeško bulo, ki je to pripadnost potrjevala. Leta 1493 so podaljšali zaščitno zvezo z Lübeckom, ki sta se ji pridružili tudi hanzeatski mesti Lüneburg in Hamburg, in si tako zagotovili politično in vojaško podporo.
Leta 1500 sta Ivan in Friderik s sklicevanjem na cesarsko fevdalno listino poskušala Dithmarschen priključiti vojvodini Holstein. Zbrala sta vojsko, v kateri je bilo približno 150 vitezov iz plemiških družin Schleswiga in Holsteina ter veliko število najemnikov. Vojski sta se pridružila tudi Ivanova bratranca, grofa Adolf in Oton Oldenburški. 17. februarja 1500 je ta vojska doživela uničujoč poraz v bitki pri Hemmingstedtu, potem ko so jo domačini ujeli v past tako, da so odprli zapornice nasipov in poplavili nizek teren v okolici sovražnikov. V bitki je padel velik del vitezov in oba oldenburška grofa. Kralj in njegov brat sta se komaj rešila.

## Izguba švedskega prestola
Ivanov ugled je s porazom, ki ga je utrpel v Dithmarschnu, zelo upadel. Švedi so trdili, da ne izpolnjuje zavez, ki jih je sprejel pred kronanjem in so ga nehali priznavati za kralja. Leta 1501 je Sten Sture sprožil vstajo. Avgusta je Ivan  zapustil grad v Stockolmu. Grad je septembra 1502 padel v roke upornikom. Ivan je na Švedskem izgubil oblast, v danskih rokah pa sta ostali obmorski trdnjavi Kalmar in Borgholm.
Švedi so napadali danske postojanke na norveški meji. Ivan je sina Kristijana imenoval za namestnika na Norveškem in poveljnika tamkajšnje vojske. Boji so potekali tudi na mejah tedanjih danskih pokrajin Halland, Skanija in Blekige na jugu Skandinavskega polotoka. Marca 1503 so Švedi začeli oblegati utrdbo Kalmar.
Decembra 1503 je umrl Sten Sture. Na položaju državnega upravitelja ga je nasledil njegov daljni bratranec Svante Nillson (tudi Svatne Sture). Sprememba voditelja je bila priložnost za pogajanja in maja 1504 je bilo sklenjeno premirje; dogovorili so se, da se bodo julija 1505 v Kalmarju sestali danski, norveški in švedski državni svet in se pogovorili o Kalmarski uniji.
Toda na Švedskem so se spomladi 1505 politične razmere spremenile in Svante Nillson je srečanje odpovedal. Ivan je kljub temu z veliko floto  pripotoval v Kalmar. Ker ni prišel nihče od Švedov, je Ivan  iz štiriindvajsetih danskih in norveških svetnikov sestavil sodišče, ki je Nillsona in švedske svetnike obdolžilo veleizdaje in jih v odsotnosti obsodilo na smrt. Sodbo sta kasneje potrdila tudi cesar Maksimilijan I. in papež. Sodišče je na smrt obsodilo tudi mnoge prebivalce Kalmarja, ki so leta 1502 domnevno sodelovali v uporu proti kralju. Dogodek je v zgodovini poznan kot pokol v Kalmarju.
Nadaljevalo se je pustošenje provinc. Danska pomorska blokada Švedske in maščevalno požiganje obalnih mest je postajalo vse bolj obremenjujoče. Poleti 1509 so se v Kopenhagnu na pogajanjih sestali predstavniki obeh strani, a so bile za del švedske politike velike zahteve danske strani nesprejemljive.
Naslednje leto so se Švedi povezali z Lübeckom, vodilnim v Hanzeatski zvezi, in skupaj Danski napovedali vojno. To je bila zadnja Ivanova vojna. Na obeh straneh je bilo spet mnogo pustošenja. Švedi so pustošili po Hallandu in Skaniji, norveška vojska pod Kristijanovim vodstvom po švedskem Zahodnem Gotlandu. Lübeška mornarica je bombardirala dansko ladjedelnico v Nakskovu na zahodni oblali otoka Lolland, v povračilo so Danci obstreljevali ustje Trave v Lübecku in ustje reke Warnow v Rostocku. Švedi so zavzeli trdnjavi Kalmar in Bronholm, potem ko je blokada lübeške mornarice onemogočila oskrbo trdnjav. Danska flota je premagala lübeško pri Naskovu in pri Bronholmu.
Aprila 1512 je bil v Malmöju sklenjen mir; pomorske blokade so bile odpravljene, Hanzeatska zveza je morala dopustiti konkurenco drugih, predvsem nizozemskih trgovcev. Vprašanje švedskega kralja je ostalo nerešeno.
Švedi so Svanteju Nillsonu očitali prepočasno ukrepanje med vojnimi operacijami in so zahtevali njegov odstop. Preden so ga odstavili, je januarja 1512 umrl. Švedski državni svet je na njegovo mesto izvolil spravljivejšega sodnika Erika Tolleja. A je Nillsonov sin Sten Svantesson ob pomoči nezadovoljnih, uniji nenaklonjenih meščanov in kmetov dosegel, da so julija njega izvolili  za novega upravitelja švedskega kraljestva. Po svojem političnem vzorniku Stenu Stureju se je preimenoval v Stena Stureja Mlajšega in s tem nakazal smer svojega političnega delovanja.
Februarja 1513 je umrl tudi kralj Ivan. Na Danskem in Norveškem ga je nasledil sin Kristijan II. Ta je leta 1517 spet začel vojno s Švedsko.

## Družina
Ivan se je leta 1478 poročil s Kristino, hčerko saškega volilnega kneza Ernesta (*1441, †1486), in z njo imel naslednje otroke:
- Ivan (1479)
- Ernest
- Kristijan II. (1481–1559), danski, norveški in švedski kralj
- Jakob (okoli 1484–1566), frančiškan, misijonar
- Elizabeta (1485–1555) ∞ brandenburški volilni knez Joahim I. Nestor
- Franc (1497–1511)